# Tiểu Điếm
Tiểu Điếm (chữ Hán giản thể: 小店区, âm Hán Việt: Tiểu Điếm khu) là một quận thuộc thành phố Thái Nguyên, tỉnh Sơn Tây, Cộng hòa Nhân dân Trung Hoa. Quận này có diện tích 295 km², dân số năm 2002 là 460.000 người. Quận Tiểu Điếm được chia thành các đơn vị hành chính gồm 6 nhai đạo, 1 trấn, 2 hương.
- Nhai đạo: Tiểu Điếm, Ổ Thành, Bắc Doanh, Doanh Bàn, Bình Dương Lộ, Hoàng Lăng.
- Trấn Bắc Lộ.
- Hương: Tây Ôn, Lưu Gia Bảo.